# 齋藤興二
齋藤 興二（さいとう こうじ、1931年4月23日 - ）は、日本の実業家。元岩谷産業株式会社代表取締役社長、元会長。元全国エルピーガス卸売協会会長。

## 来歴・人物
1931年4月神奈川県に生まれる。1957年3月に横浜国立大学経済学部経済学科卒業後、岩谷産業株式会社入社。
1985年12月に創業者岩谷直治社長の後を受け、岩谷産業代表取締役社長に就任し、「強いイワタニの復活と新創業運動」を提唱した。
1986年、国内初となる液化水素エンジンを搭載した「H-1ロケット試験機1号機」に燃料を供給、以降1992年まで合計9号の打ち上げに成功した。その後、1994年に打ち上げられた「H-2ロケット1号機」にも純国産の液化水素の供給を行い、液化水素の民生用エネルギーの未来に大きな可能性を切り拓いた。
1987年、ガス漏れ警報機「みはり」の進化系である24時間ガス漏れ監視システム「テレセーフ」を稼動、また、世界初のポータブルガス冷蔵庫「イワタニ・ボックスクーラー」の発売を開始した。 また1987年のLPガス用のヒートポンプエアコン（GHP）の発売や、1988年の国内最大級のLPガスコージェネレーション（熱電併給システム）の納入は、エネルギー効率の高いシステムとして注目された。 
1988年より、NHK交響楽団と事業協力に着手し、1993年には民間企業として初めてNHK交響楽団への功績を讃える「有馬賞」を受賞した。
1989年に中国、続いて1990年にはタイに合弁会社を設立し海外での合弁事業を開始するなど海外事業も展開した。
1998年7月、岩谷産業会長に就任後、1999年7月、同社相談役就任、2002年6月、同社相談役退任。
1992年11月、藍綬褒章受章。
また、1994年5月に社団法人全国エルピーガス卸売協会会長に就任するなど各団体の要職や公職も務めた。